# Liodrosophila maculipennis
Liodrosophila maculipennis är en tvåvingeart som beskrevs av Toyohi Okada 1992. Liodrosophila maculipennis ingår i släktet Liodrosophila och familjen daggflugor. Inga underarter finns listade i Catalogue of Life.